# Spominska plošča Končarjevi družini
Spominska plošča Končarjevi družini je spominski objekt, posvečen osmim članom Končarjeve družine, ki so umrli 30. novembra 1944, ko je okupator požgal njihovo domačijo.

## Opis
Spominska plošča se nahaja v občini Litija, v kraju Golišče blizu Jevnice. Stoji samostojno ob cesti, med hišo Golišče 90 in gospodarskim poslopjem. Plošča je granitna in kvadratne oblike, na njej so vklesana imena osmih žrtev in njihovi rojstni datumi, spodaj pa je napis »Slava žrtvam«. Stoji ob cesti, zraven kraja, kjer je včasih stala Končarjeva domačija.
Prvotno ploščo je postavila Zveza borcev Jevnica leta 1961. Krajevna skupnost Jevnica je ploščo prenovila leta 1994,  potem ko je bila hiša Golišče 11, na kateri je prvotno stala plošča, porušena. 
Spominska plošča je bila v register kulturne dediščine vpisana 17. februarja 2011. 

## Zgodovina
Konec novembra 1944 je okupator med Savo in nemško-italijansko mejo opravil več vojaških akcij, usmerjenih proti partizanom in civilistom, ki so jim bili naklonjeni. Enote okupatorja so bile sestavljene iz Nemcev, Čerkezov, Čečenov, Turkmencev in vodičev belogardistov. 
V času napada je bila na Končarjevi domačiji prisotna mati Marija Bratun, njenih šest otrok ter Mici Bratun, hčerka očeta otrok iz prvega zakona. Pri družini sta bili na obisku še domačinki Frančiška Setničar in Angela Kobilšek. 
Okupatorske enote so 30. novembra 1944 nepričakovano obkolile hišo in pozneje v hlevu zanetile požar. V požaru so umrli otroci Karol (6 let), Anton (8 let), Franc (10 let), Janez (12 let), Ivanka (14 let), Zofija (15 let), njihova mati Marija Bratun in Frančiška Setničar. Na spominski plošči ime Frančiške Setničar ni zapisano. Mici Bratun in Angela Kobilšek sta po požaru morali enotam pomagati odpeljati naropano blago v dolino. Od tam so se odpravili v Kresnice, vendar dekleti tja nista prispeli. Domneva se, da sta bili ustreljeni, njihovi trupli pa je odnesla Sava, saj nista bili nikoli najdeni. 
Edina preživela iz družine Bratun sta bila Anton Bratun, oče otrok, ki ga v času napada po naključju ni bilo doma, in Frančiška Bratun, njegova hčerka iz prvega zakona, ki je stanovala drugje. 
Posmrtne ostanke žrtev so 5. decembra 1944 pokopali na pokopališču v Kresnicah.

## Drugi spomeniki
Imena zgoraj naštetih žrtev so zapisana tudi na Spomeniku padlim v NOB v Jevnici.

## Imena na plošči
- Marija Bratun (roj. 16. 9. 1906)
- Mici Bratun (roj. 16. 11. 1920)
- Zofija Bratun (roj. 28. 2. 1929)
- Ivanka Bratun (roj. 17. 8. 1930)
- Janez Bratun (roj. 23. 4. 1932)
- Franc Bratun (roj. 17. 4. 1934)
- Anton Bratun (roj. 25. 11. 1936)
- Karol Bratun (roj. 8. 10. 1938)